# Districtul Al-Kourah
Al-Kourah Department este unul dintre cele nouă departamente care alcătuiesc Guvernoratul Irbid, în Iordania. Este situat în secțiunea mediană a guvernoratului și se află la 25 km de Irbid.
Departamentul are o suprafață de 210 km2 și include 22 de orașe și sate cu centrul său administrativ la Der Abi Saeed.

## Geografie

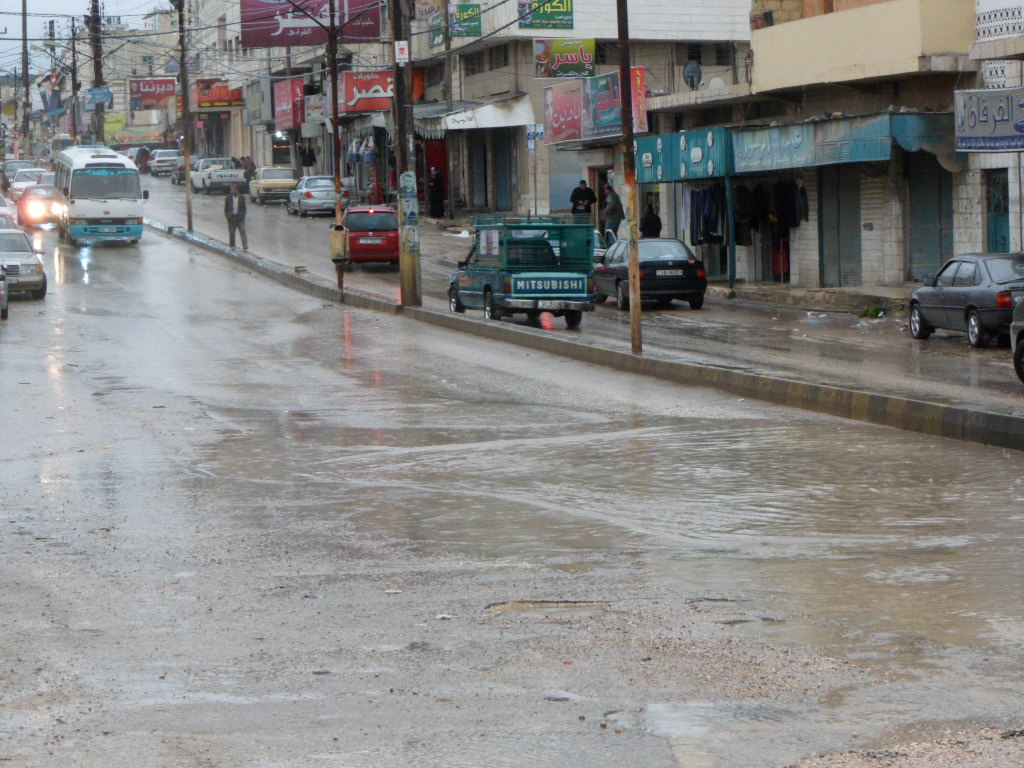
Der Abi Saeed

Zona Kourah are 210 km2, iar cea mai mare parte a teritoriului său este ocupată de munți fertili acoperiți cu păduri, cum ar fi pădurea Bargash. Câmpiile sale fertile constituie o parte a platoului fertil Houran. Platourile „Ashel Al Qarbi” și „Plains Arkam” sunt tăiate de mai multe râuri curgătoare pe tot parcursul anului, cum ar fi valea „Rayan” și „Wadi Abu Ziad” și „Valea Zqlab”. Cea mai înaltă zonă este vârful muntelui Bargash, cu o înălțime de 875 de metri deasupra nivelului mării, iar  terenul înconjurător scade de la est la vest până când ajunge la 60 de metri sub nivelul mării în „Tabaqit Fahel”.

### Distribuția terenurilor
Suprafața Departamentului Koura este de 210 km2 sau aproximativ (209.518) acri distribuite după cum urmează:
- Zona rezidențială a departamentului aproximativ 133.041 de acri sau aproape jumătate din suprafață departamentului
- Suprafață agricolă neexploatată: aproximativ 60.509 acri
- Păduri: 52.118 acri
- Terenul în afara teritoriului: (fără proprietari) ocupă aproximativ o zecime din suprafața totală a departamentului.

## Clima
Clima predominantă în Al Koura este climatul bazinului mediteranean, care se caracterizează printr-un sezon de iarnă relativ rece și ploios și un climat relativ blând și uscat în restul anului. Clima din Al Koura este mai moderată decât clima predominantă în regiunile vestice și estice.
În timpul verii, temperaturile din regiunea de vest sunt mai ridicate decât cele din Al Koura, în timp ce iarna, temperaturile din regiunea estică sunt mai scăzute. Cu toate acestea, doar rareori temperaturile depășesc 35 de grade în timpul verii și pot scădea sub îngheț în timpul iernii.

## Diviziuni administrative
Există trei municipalități în acest departament.
- Comuna Rabit Kourah: cu o populație de aproximativ 20.000 de locuitori, include:

„Smmoa” – „Kafr Kifia” – „Zmal” – „Jenin Safa” și „Rkeam”
- Comuna Der Abi Saeed: Cea mai mare comună din departament, cu o populație de 51.750 de locuitori și include:

"Der Abi Said” – „Samt”- „Marhba” – „Kafr Al-Maa” – "Abu al-agayn” – „Jufain” – „Ashrafieh” – „Tobneh”
- Comuna Bargash: are o populație de 45.000 de locuitori și include:

„Kufr 'Awan” - „Bit Ides” - „Kufr Rakeb” – „Kofer Abel” – „Judita”
Spitalul Prințesa Raya este situat în Der Abi Saeed și deservește departamentul.